# Alexandria (Griechenland)
Alexandria (griechisch Αλεξάνδρεια (f. sg.)) ist eine griechische Gemeinde im Regionalbezirk Imathia der griechischen Region Zentralmakedonien. Ihr Verwaltungssitz ist die Kleinstadt Alexandria mit (2011) 14.821 Einwohnern.

## Geographie

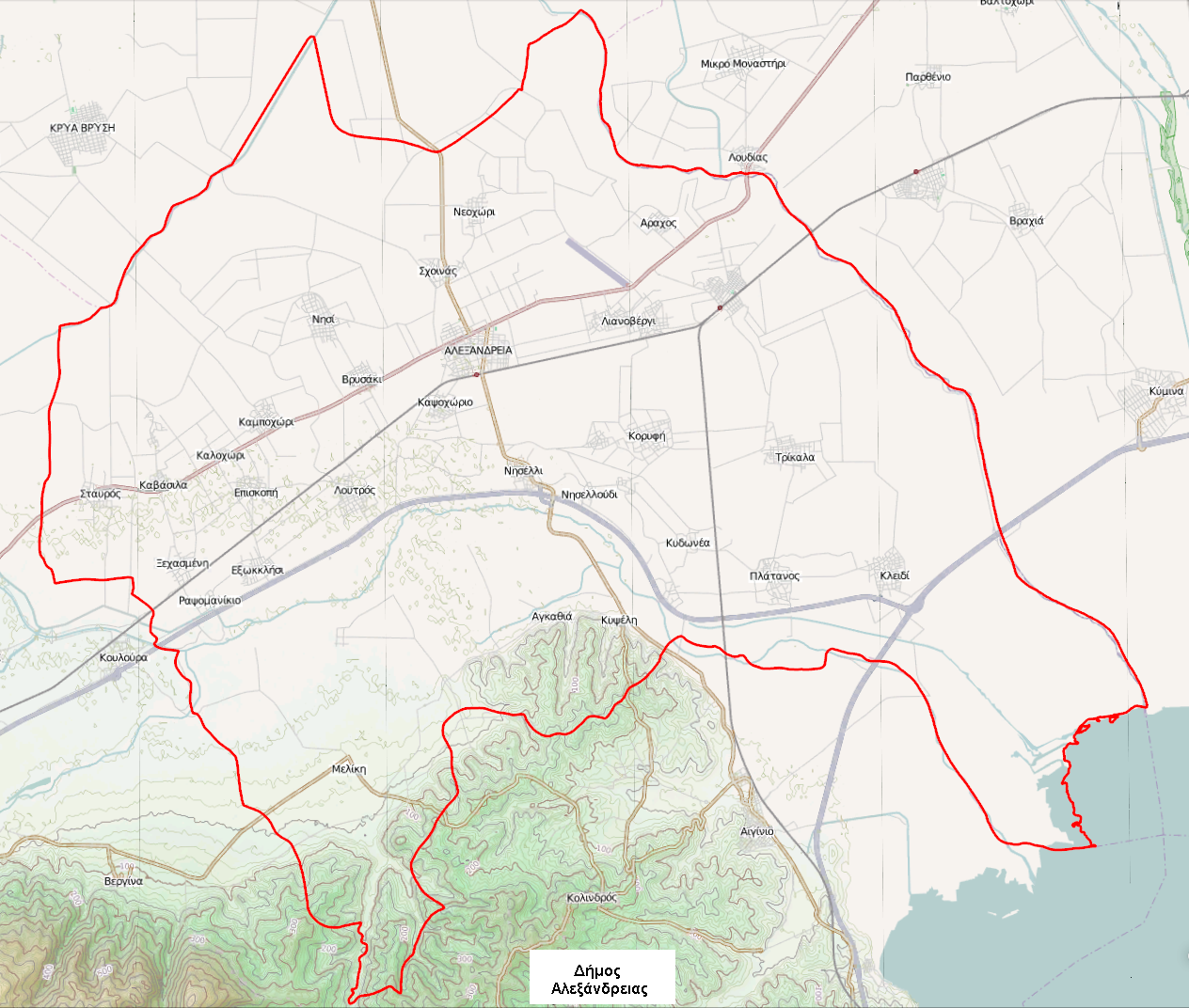
Topografische Karte Alexandrias

Die Stadt Alexandria liegt in der zentralmakedonischen Tiefebene auf Schwemmland der Flüsse Loudias und Aliakmonas. Der Loudias passiert das Gemeindegebiet nördlich. Der Aliakmonas befindet sich im Süden der Gemeinde. Die Entfernung zur Küste des Thermaischen Golfes beträgt Luftlinie ca. 20 km. Thessaloniki, die zweitgrößte Stadt Griechenlands, liegt in ostnordöstlicher Richtung in ca. 52 km Entfernung, die Präfekturhauptstadt Veria in westsüdwestlicher Richtung in ca. 33 km Entfernung. Die Stadt Edessa liegt im Nordwesten von Alexandria in ca. 50 km Entfernung, die Stadt Giannitsa in ca. 20 km Entfernung im Norden und die Stadt Naoussa im Ostnordosten in ca. 50 km Entfernung.
Nach Veria und der Stadt Naoussa ist Alexandria die drittgrößte Stadt im Gebiet Imathias und eine der größeren Städte Nordgriechenlands außerhalb der Metropolregion Thessaloniki.

## Geschichte
Das Gebiet der heutigen Gemeinde Alexandria besiedelten die Bottiäer (Βοττιαίοι). 1150 v. Chr. fielen die Phryger (Φρύγες) in das Gebiet ein und eroberten es. Im Jahrtausend vor Christi Geburt erreichten die Dorer und nachfolgend die Makedonen das Gebiet und nahmen es in Besitz. Das Gebiet des heutigen Alexandria wurde integraler Bestandteil des Königreich Makedonien. Es lag zwischen den damaligen Machtzentren Pella und Vergina; eine nennenswerte oder bedeutende Besiedlung bestand in diesem Gebiet aber offensichtlich nicht. Die griechische bzw. makedonische Dominanz endete mit der makedonischen Niederlage im Makedonisch-Römischen Krieg 168 v. Chr. Anschließend wurde die Region Bestandteil der Provinz Macedonia des Römischen Reiches.
Die Kontrolle der Römer hielt bis zur Reichsteilung 395 n. Chr. an. Das Gebiet von Alexandria fiel an das Oströmische Reich, das spätere Byzantinische Reich. Die Byzantiner übten die Kontrolle bis zum 7. Jahrhundert gesichert aus. In der byzantinischen Zeit war das Gebiet der Gemeinde Alexandria als Roumlouki (griechisch Ρουμλούκι) bekannt. Der Name wird als Hinweis auf eine griechischsprachige Besiedlung gewertet. Die Informationen über die Region des heutigen Alexandria in der byzantinischen Zeit sind aber spärlich.
Ab dem 7. Jahrhundert wurde die byzantinische Kontrolle wiederholt unterbrochen: zum einen durch die Wanderung der Slawen auf das heutige griechische Festland, zum anderen durch die Expansion des Bulgarischen Reiches. Endgültig verloren ging Alexandria mit der Eroberung von Konstantinopel im Jahr 1204 im Rahmen des Vierten Kreuzzugs. Bei der nachfolgenden Aufteilung des Byzantinischen Reiches fiel Alexandria an das Königreich Thessaloniki, welches sich aber als kurzlebig erwies. Nach Zerfall des Königreichs Thessaloniki kontrollierten verschiedene Fraktionen der Byzantiner und die Serben die Region des heutigen Alexandria.
Die Osmanen eroberten ab 1370 sukzessive das heutige griechische Festland, darunter auch das Gebiet des heutigen Alexandria. Unter der osmanischen Herrschaft gehörten die Dörfer der Roumlouki, des heutigen Alexandria, verschiedenen Kazas und unterschiedlichen Bistümern an. Mitte des 18. Jahrhunderts wuchs das große Dorf Gida (Γιδά), die Vorläufersiedlung der heutigen Stadt Alexandria, deutlich an. Das Wachstum Gidas erfolgte trotz dessen Teilnahme am griechischen Aufstand 1821.
Bis zum Ersten Balkankrieg 1912 war das Gebiet der heutigen Gemeinde Alexandria (damalige Bezeichnung Gida, griechisch Γιδά) Bestandteil der osmanischen Provinz Makedonien. Im letzten Jahrzehnt des 19. Jahrhunderts erfolgte der Anschluss von Gida an das Eisenbahnnetz des Osmanischen Reiches: die Eisenbahnlinie Bitola-Edessa-Thessaloniki passierte Gida, welches einen Bahnhof erhielt. Der Vormarsch griechischer Truppen im Oktober 1912 auf Thessaloniki brachte auch das Gebiet der Siedlung Gida am 18. Oktober 1912 unter griechische Kontrolle. Mit dem Frieden von Bukarest 1913 fiel Gida endgültig an das Königreich Griechenland.
1918 wurde die Siedlung Gida zur Landgemeinde (Kinotita) erhoben. Sie umfasste neben der Ortschaft Gida auch die Ortschaften Lianoveri, Paleochori und Platy Imathias, wobei bei letzterem die Einwohnerzahl sich allein aus den Bediensteten am dortigen Bahnhof rekrutierte. Bei der Volkszählung 1920 hatte die Ortschaft Gida 844 Einwohner, Lianoveri 373, Paleochori 260, Platy Imathias 61, Bahnhof Gida 22 und Schinia 279 Einwohner. Durch den Zuzug von Flüchtlingen aus Kleinasien nach der griechischen Niederlage im Griechisch-Türkischen Krieg ab 1922 wurde die Siedlung Platy Imathias in ihrer heutigen Gestalt gegründet und nachfolgend von der Gemeinde Gida abgespalten. Im April 1941 wurde Gida durch die Truppen der Wehrmacht im Rahmen des Unternehmens Marita erobert. Drei Monate nach der deutschen Eroberung wurde die Gemeinde Gida am 10. Juli 1941 aus der Provinz Thessaloniki herausgelöst und der Provinz Imathia zugeordnet. Die deutsche Besatzung dauerte bis Oktober 1944.

## Verwaltungsgliederung
Am 9. Februar 1948 wurde die Gemeinde Gida als Stadtgemeinde (Dimos) anerkannt (vergleichbar mit der Verleihung der Stadtrechte in Deutschland). Am 6. Januar 1953 erhielt die Stadt Alexandria ihren heutigen Namen nach dem makedonischen König Alexander dem Großen. 1997 wurde die bestehende Stadtgemeinde Alexandria (Dimos Alexandrias) in der griechischen Kommunalverwaltungsreform ausgedehnt: die benachbarten Ortschaften Vrysaki, Kambochori, Neochori und Nisi (oder Niselio) wurden der Gemeinde Alexandria zugeordnet. Mit der Verwaltungsreform 2010 wurde Alexandria erneut um die Nachbargemeinden Andigonides, Meliki und Platy erweitert. Die Vorgängergemeinden werden seither als Gemeindebezirke (Ez. gr. dimotiki enotita), die ehemaligen Gemeindebezirke als Ortschaften (Ez. gr. dimotiki kinotita ‚städtische Gemeinschaft‘ bzw. topiki kinotita ‚lokale Gemeinschaft‘) geführt.
| Gemeindebezirke | griechischer Name             | Code   | Fläche (km²) | Einwohner 2001 | Einwohner 2011 | Stadtbezirke / Ortsgemeinschaften (Δημοτική Τοπική Κοινότητα)           | Lage |
| --------------- | ----------------------------- | ------ | ------------ | -------------- | -------------- | ----------------------------------------------------------------------- | ---- |
| Alexandria      | Δημοτική Ενότητα Αλεξανδρείας | 080201 | 141,865      | 19.283         | 20.417         | Alexandria, Vrysaki, Kambochori, Loutros, Neochori, Nisi                |      |
| Andigonides     | Δημοτική Ενότητα Αντιγονιδών  | 080202 | 058,567      | 05.493         | 04.435         | Episkopi, Kavasila, Kefalochori, Xechasmeni, Paleo Skyllitsi, Stavros   |      |
| Meliki          | Δημοτική Ενότητα Μελίκης      | 080203 | 098,442      | 07.438         | 07.104         | Meliki, Angathia, Kypseli, Neokastro, Prodromos                         |      |
| Platy           | Δημοτική Ενότητα Πλατέος      | 080204 | 182,695      | 11.128         | 09.614         | Koryfi, Platy, Arachos, Klidi, Lianovergi, Platanos, Prasinada, Trikala |      |
| Gesamt          | Gesamt                        | 0802   | 481,569      | 21.057         | 41.570         |                                                                         |      |

## Verkehr

### Straße
Durch das Gemeindegebiet verläuft von Ostnordost nach Westsüdwest die Nationalstraße 4, welche von Nea Chalkidona (Anbindung an Nationalstraße 2 in Richtung Thessaloniki) kommend zur Präfekturhauptstadt Veria und weiter über den Kastanies-Pass und die Ortschaft Polymylos die Nachbarpräfektur Kozani mit deren Hauptstadt erreicht. Seit Beginn des 21. Jahrhunderts wurde diese bis dahin wichtigste Straßenverbindung durch die Autobahn 2 (Europastraße 90) abgelöst, die das Gemeindegebiet in dessen Süden in der gleichen Richtung wie die Nationalstraße 4 passiert. Die Autobahn 2 verbindet nach Osten hin Alexandria mit Thessaloniki und Katerini, nach Westen hin mit Veria und Kozani. Es besteht ein Anschluss an die Autobahn 2 (Anschlussstelle Alexandria/Niselio). Nach Norden bestehen untergeordnete Straßenverbindungen nach Giannitsa und Edessa sowie zu anderen Ortschaften. Nach Süden hin bestehen ebenfalls untergeordnete Straßenverbindungen beispielsweise nach Vergina und Eginio. Über die Straßenverbindungen läuft auch der öffentliche Nah- und Fernverkehr mit Bussen des KTEL nach Veria und Thessaloniki.

### Schiene
Der Bahnhof von Alexandria liegt an der Bahnstrecke Thessaloniki–Florina. Die Fahrtzeit von Alexandria nach Thessaloniki mit der Bahn beträgt 30 Minuten.

### Militärflugplatz
Der auf dem Gemeindegebiet liegende Militärflugplatz ( ICAO: LGAX) wurde am 1. April 1982 eröffnet. Die asphaltierte  Start- und Landebahn mit einer Ausrichtung von 13/31 ist 1.800 m lang und 30 m breit. Der Militärflugplatz liegt auf einer Höhe von 8 m (27 ft) über dem Meeresspiegel.

## Persönlichkeiten
- Vasileios Tsiartas (* 1972) – griechischer Fußballspieler